# Abun jezik
Abun jezik (a nden, karon, manif, yimbun; ISO 639-3: kgr), izolirani, možda papuanski jezik, koji se nekad klasificirao u zapadnopapuanske jezike. Govori ga 3 000 ljudi (1995 SIL) u dvadesetak sela na području Irian Jaye, u regenciji Sorong, Indonezija.
Postoje tri dijalekta: abun tat (karon pantai), abun ji (madik) i abun je. Pismo: latinica.

## Vanjske poveznice
- Ethnologue (14th)
- Ethnologue (15th)